# Кончали
Кончали (шп. Conchalí) је општина у Чилеу. По подацима са пописа из 2002. године број становника у месту је био 133.256.

## Демографија
| 2002.   |
| ------- |
| 133,256 |